# Браун (окръг, Уисконсин)
Вижте пояснителната страница за други значения на Браун.
Окръг Браун (на английски: Brown County) е окръг в щата Уисконсин, Съединени американски щати. Площта му е 1593 km², а населението - 268 740 души (1 април 2020). Административен център е град Грийн Бей.